# Alter Ostfriedhof (Augsburg)

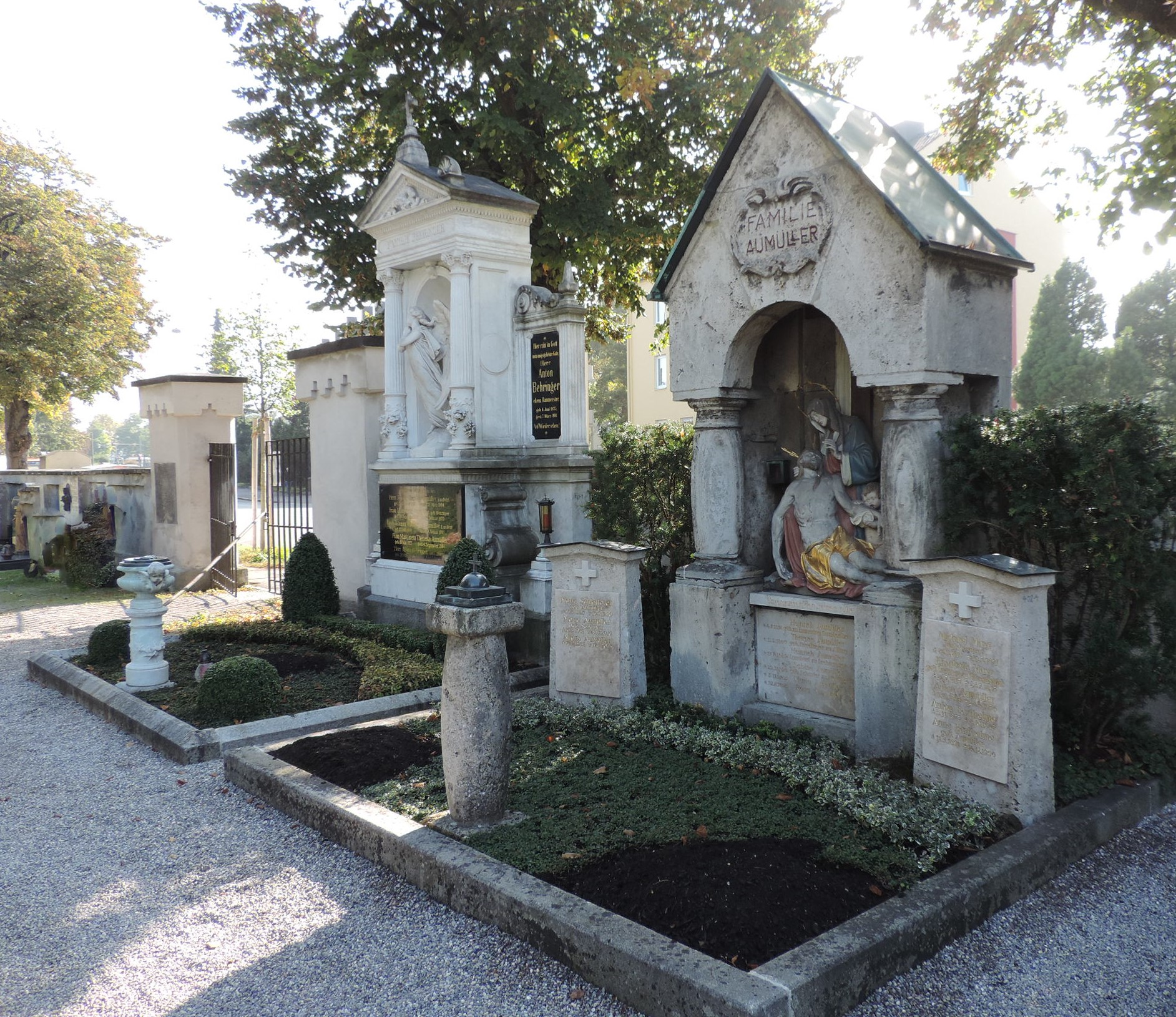
Nur noch wenige alte Grabsteine befinden sich auf dem Friedhof

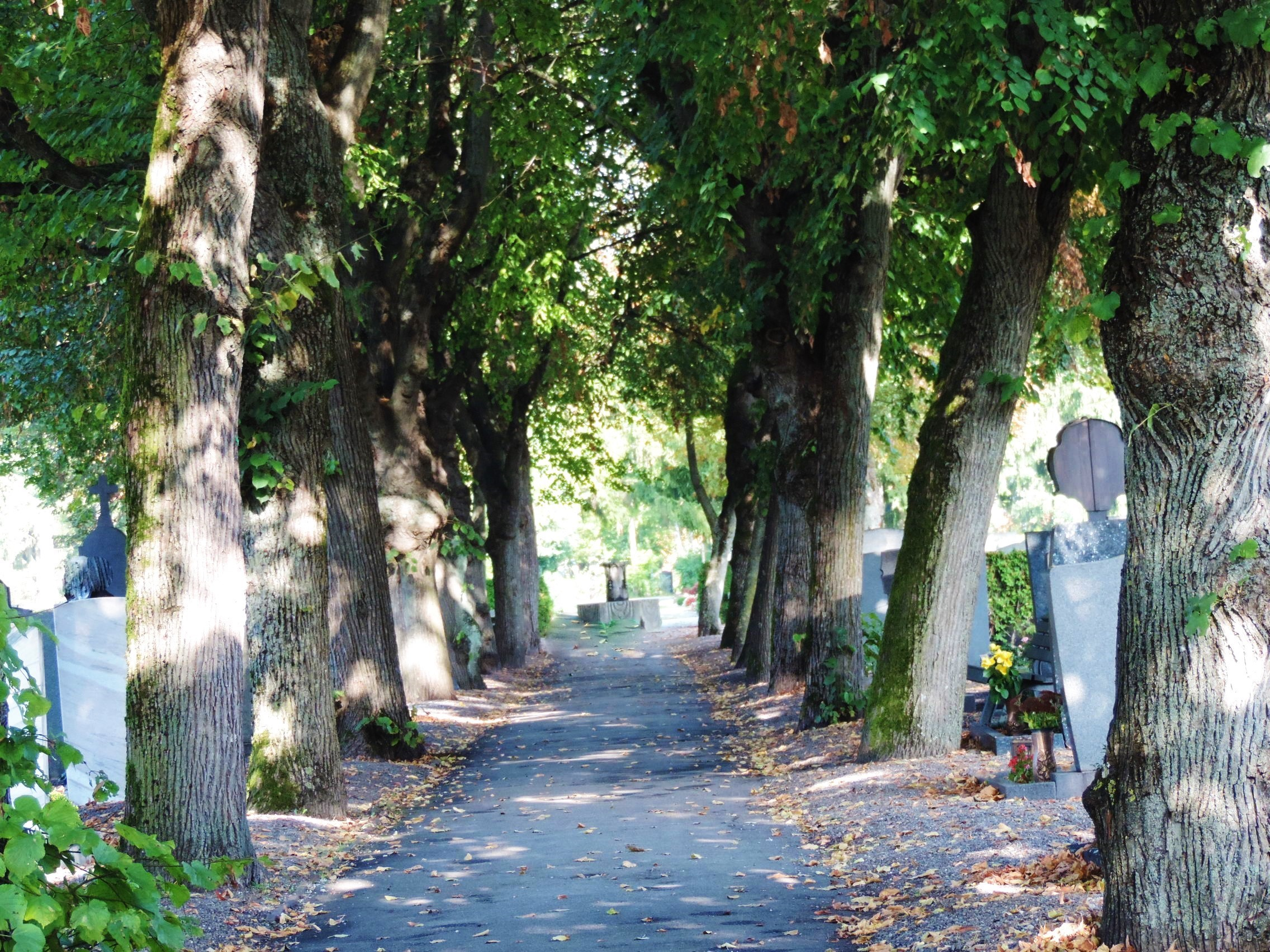
Von den beiden Haupteingängen säumen Linden links und rechts den Weg in den Friedhof

Der Alte Ostfriedhof von Augsburg liegt im Stadtteil Lechhausen an der Stätzlinger Straße und der Kurt-Schumacher-Straße. Er steht unter Denkmalschutz.

## Geschichte
Über die historische Entwicklung des Alten Ostfriedhofs in Lechhausen ist wenig bekannt. Gesichert ist, dass die im Jahr 1854 in Augsburg ausgebrochene Cholera auch Lechhausen erreichte. Die vielen Leichen dieser Epidemie konnten bereits auf dem neuen Friedhof bestattet werden. 1892 erfolgte eine Erweiterung des Areals, da nicht mehr nur Katholiken, sondern auch evangelische Bürger bestattet werden durften. Dazu heißt es in der Gottesacker-Ordnung von 1892:
Der erweiterte Gottesacker ist – gleich dem alten – in vier Felder eingeteilt worden. Zur Benützung von Katholiken und Protestanten wurden je zwei Felder bestimmt, und zwar die an den alten Gottesacker sich anreihenden beiden Felder I und III für die Katholiken und die weiteren zwei Felder II und IV für die Protestanten.
Da Lechhausen 1913 nach Augsburg eingemeindet wurde, ging die Verwaltung des Friedhofs an die Fuggerstadt über. 1931 und 1941 erfolgten weitere Erweiterungen. Während des Bombenangriffs auf Augsburg kam es zu schweren Verwüstungen. Nach dem Zweiten Weltkrieg wurde im Osten der Stadt Augsburg ein weiterer Friedhof angelegt, der Neue Ostfriedhof. Der an der Stätzlinger Straße und der Kurt-Schumacher-Straße gelegene Friedhof erhielt die Bezeichnung Alter Ostfriedhof. In den Jahren 2001 und 2002 wurde der Friedhof nach Norden erweitert, wo auch eine Urnennischenwand eingerichtet wurde.
Heute finden im Durchschnitt auf dem Alten Ostfriedhof ca. 250 Erdbestattungen und 130 Urnenbeisetzungen im Jahr statt.
Der Friedhof wurde im Jahr 2011 im Friedhofsprojekt des Bayerischen Landesvereins für Familienkunde fotografiert. Über 2.000 Grabinschriften sind abrufbar.